# Yoshihiro Momota
Yoshihiro Momota (百田 義浩 (Bách-Điền Nghĩa-Hạo) Momota Yoshihiro) (15 tháng 3 năm 1946 - 22 tháng 11 năm 2000) là đô vật chuyên nghiệp và cựu xướng ngôn viên người Nhật, được biết đến nhiều hơn là người đồng sáng lập All Japan Pro Wrestling. Ông là con trai của Rikidozan và có người em Misuo Momota.

## Sự nghiệp
Sau khi tốt nghiệp Trường Trung học Keio Senior, ông học tiếp khoa Luật Đại học Keio. Rikizoran bị đâm trong một vụ ám sát bất thành khi ông còn là sinh viên đại học. Nối nghiệp cha, ông trở thành chủ sở hữu của "Rikidozan Boxing Gym", do Rikidozan điều hành cùng Takeshi Fuji.
Vào ngày 21 tháng 10 năm 1972, Momota cùng Shohei "Giant" Baba và người em trai Mitsuo Momota, thành lập All Japan Pro Wrestling, bắt đầu bằng công việc xướng ngôn viên cho chương trình. Trong thập niên 1970, Momota quyết định trở thành đô vật chuyên nghiệp như cha và em trai. Ông được huấn luyện bởi Terry Funk và Dory Funk Jr. và thời gian đầu thi đấu ở bang Texas, Hoa Kỳ; trước khi dành toàn bộ thời gian thi đấu cho All Japan. Sự nghiệp đấu vật của ông không thành công như đã định mặc dù ông có vẻ tìm thấy chút ít thành công. Năm 1987, ông giải nghệ môn đấu vật và quyết định trở thành người hỗ trợ và thành viên của Ban giám đốc All Japan cho đến khi từ chức do bất đồng với góa phụ Motoko Baba. Người kế nhiệm ông là Mitsuharu Misawa. Ông tham gia Pro Wrestling Noah với tư cách là người tham gia hậu trường và thành viên ban giám đốc, nhưng đến tháng 9 năm 2000, sức khỏe ông xấu đi do bệnh suy gan.

## Gia đình
Momota là con trai cả của Rikidozan, một huyền thoại ngành đấu vật và còn được biết đến là "Cha đẻ của Puroresu". Ông có một người em trai, tên Misuo Momota. Cháu trai ông, tên Chikara, và đã ra mắt môn đấu vật chuyên nghiệp năm 2013.

## Qua đời
Vào ngày 22 tháng 11 năm 2000, Momota qua đời do suy gan. Khi đó ông mới 54 tuổi.

## Chức vô địch và danh hiệu
- All Japan Pro Wrestling
  - Chiến thắng trận Battle Royal Nam 11 người (1979)
- Tokyo Sports
  - Service Award (2001) [3]